# Biathlon bei den Olympischen Spielen
Biathlon gehört seit den Olympischen Winterspielen von 1960 durchgehend zum Programm der Olympischen Winterspiele. Die Wettbewerbe werden sowohl für Männer als auch für Frauen ausgetragen. Bei den ersten Olympischen Winterspielen in Chamonix wurde ein Militärpatrouillenlauf als Wettbewerb ausgetragen. Der Militärpatrouillenlauf wurde dann noch 1928, 1936 und 1948 als Demonstrationswettbewerb veranstaltet. Die Militärpatrouille wird heute als Vorläufer des Biathlons angesehen.

## Übersicht der Wettbewerbe
• = offizieller Wettbewerb, D = als Demonstration ausgetragen 
| Wettbewerbe für Männer |   |   |  |   |   |  |  |   |   |   |   |   |   |   |   |   |   |   |   |    |    |    |    |    |  |  |  |    |
| Militärpatrouille      | • | D |  | D | D |  |  |   |   |   |   |   |   |   |   |   |   |   |   |    |    |    |    |    |  |  |  | 1  |
| Einzelrennen (20 km)   |   |   |  |   |   |  |  | • | • | • | • | • | • | • | • | • | • | • | • | •  | •  | •  | •  | •  |  |  |  | 17 |
| Staffel (4 × 7,5 km)   |   |   |  |   |   |  |  |   |   | • | • | • | • | • | • | • | • | • | • | •  | •  | •  | •  | •  |  |  |  | 15 |
| Sprint (10 km)         |   |   |  |   |   |  |  |   |   |   |   |   | • | • | • | • | • | • | • | •  | •  | •  | •  | •  |  |  |  | 12 |
| Verfolgung (12,5 km)   |   |   |  |   |   |  |  |   |   |   |   |   |   |   |   |   |   |   | • | •  | •  | •  | •  | •  |  |  |  | 6  |
| Massenstart (15 km)    |   |   |  |   |   |  |  |   |   |   |   |   |   |   |   |   |   |   |   | •  | •  | •  | •  | •  |  |  |  | 5  |
| Wettbewerbe für Frauen |   |   |  |   |   |  |  |   |   |   |   |   |   |   |   |   |   |   |   |    |    |    |    |    |  |  |  |    |
| Einzelrennen (15 km)   |   |   |  |   |   |  |  |   |   |   |   |   |   |   |   | • | • | • | • | •  | •  | •  | •  | •  |  |  |  | 9  |
| Staffel 1              |   |   |  |   |   |  |  |   |   |   |   |   |   |   |   | • | • | • | • | •  | •  | •  | •  | •  |  |  |  | 9  |
| Sprint (7,5 km)        |   |   |  |   |   |  |  |   |   |   |   |   |   |   |   | • | • | • | • | •  | •  | •  | •  | •  |  |  |  | 9  |
| Verfolgung (10 km)     |   |   |  |   |   |  |  |   |   |   |   |   |   |   |   |   |   |   | • | •  | •  | •  | •  | •  |  |  |  | 6  |
| Massenstart (12,5 km)  |   |   |  |   |   |  |  |   |   |   |   |   |   |   |   |   |   |   |   | •  | •  | •  | •  | •  |  |  |  | 5  |
| Mixed-Wettbewerbe      |   |   |  |   |   |  |  |   |   |   |   |   |   |   |   |   |   |   |   |    |    |    |    |    |  |  |  |    |
| Mixed Staffel 2        |   |   |  |   |   |  |  |   |   |   |   |   |   |   |   |   |   |   |   |    |    | •  | •  | •  |  |  |  | 3  |
| Anzahl der Wettbewerbe | 1 |   |  |   |   |  |  | 1 | 1 | 2 | 2 | 2 | 3 | 3 | 3 | 6 | 6 | 6 | 8 | 10 | 10 | 11 | 11 | 11 |  |  |  | 97 |

1 = bei Olympia 1992: 3 × 7,5 km, von Olympia 1994 bis 2002: 4 × 7,5 km, seit Olympia 2006: 4 × 6 km

2 = bei Olympia 2014 und 2018: 2 × 6 + 2 × 7,5 km, bei Olympia 2022: 4 × 6 km

## Geschichte

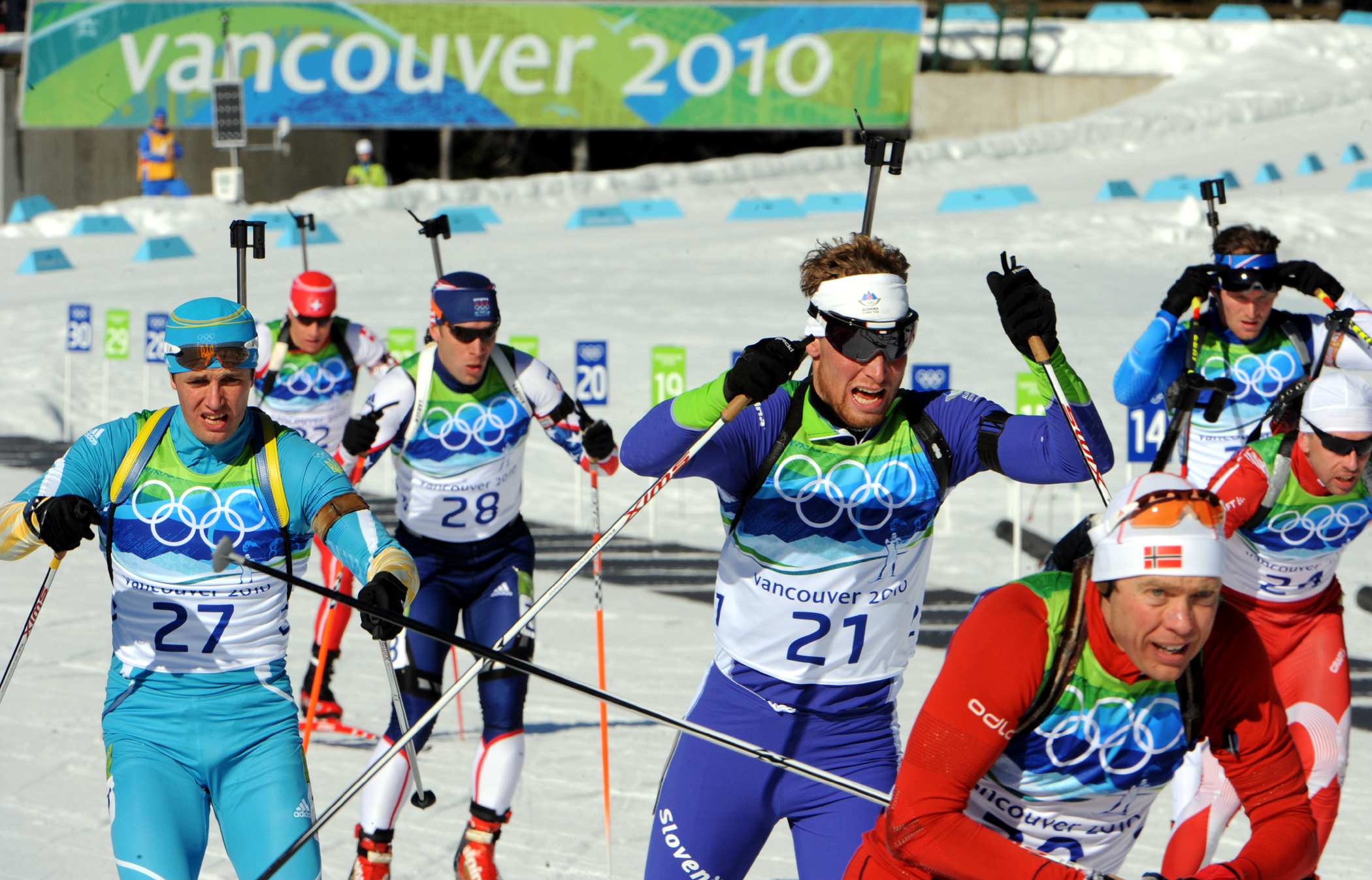
Massenstart der Männer 2010

Nach dem 20-Kilometer-Lauf der Männer wurden 1968 mit der 4-mal-7,5-Kilometer-Staffel und 1980 mit dem Sprintwettbewerb die nächsten Biathlonwettbewerbe olympisch. Bei den Olympischen Winterspielen 1992 wurden erstmals Frauenwettbewerbe im Biathlon ausgetragen. Mit der Aufnahme des Verfolgungslaufes bei den Spielen 2002 und des Massenstarts 2006 werden derzeit je fünf Disziplinen für Frauen und Männer ausgetragen. Zusätzlich wird seit den Spielen 2014 die Mixed-Staffel ausgetragen, in der jeweils zwei Frauen und Männer einer Nation gemeinsam eine Staffel bilden. Für Disziplinen, die bereits im Weltcup und/oder bei Biathlon-Weltmeisterschaften ausgetragen wurden, aber noch nicht in das Wettkampfprogramm der Olympischen Spiele aufgenommen wurden, gab es in der Vergangenheit für diese Disziplinen eigene Weltmeisterschaften, die in der Regel im Rahmen eines Weltcups ausgetragen wurden. Zuletzt war dies bei der Biathlon-Mixed-Staffel-Weltmeisterschaft 2010 im russischen Chanty-Mansijsk der Fall.

## Reglement
Für die Olympischen Spiele gilt das Reglement des Biathlon-Dachverbands (IBU), sofern es keine Änderungen durch das IOC gibt.

## Qualifikation
Wie auch bei Biathlon-Weltmeisterschaften müssen sich Athleten über das Qualifikationspunktesystem der IBU für die Teilnahme an den Olympischen Spielen qualifizieren.
Die Besetzung der Start- und Quotenplätze für die Weltmeisterschaften wird von den nationalen Verbänden vorgenommen. Der Deutsche Skiverband verlangt – wie auch bei Weltmeisterschaften – als Grundlage für eine Nominierung für jeden Athleten jeweils ein Ergebnis in einem Einzelrennen der laufenden Saison unter den besten acht, bzw. zwei Rennen unter den besten 15 Startern.

## Startquoten
Wie auch bei den Biathlon-Weltmeisterschaften gibt es für die Olympischen Spiele Startquoten für die teilnehmenden Nationen, die von den Startquoten im Biathlon-Weltcup abweichen. Grundlage für eine Vergabe der Quoten ist die Platzierung der jeweiligen Nation in der Nationencupwertung der vorangegangenen Saison des Weltcups. Von den gemeldeten Athleten, die auch bei den Wettkämpfen vor Ort sein dürfen, besetzt die jeweilige Nation die vorhandenen Quotenplätze.
Das Land, das die Olympischen Spiele ausrichtet, darf unabhängig von den Startquoten und den Qualifikationskriterien für Sprint, Einzelrennen und die Staffeln jeweils einen Athleten bzw. eine Mannschaft melden. Diese Athleten werden jedoch auf eine vorhandene Startquote des Landes angerechnet.
Zusätzlich können insgesamt sechs Wildcards vergeben werden, jedoch nicht mehr als zwei pro Nation.
Ein individuelles Startrecht für Goldmedaillengewinner der letzten Olympischen Spiele gibt es – anders als bei den Weltmeisterschaften – nicht.
| Maximale Anzahl der Startplätze pro Nationalverband bei Olympischen Spielen | Maximale Anzahl der Startplätze pro Nationalverband bei Olympischen Spielen | Maximale Anzahl der Startplätze pro Nationalverband bei Olympischen Spielen | Maximale Anzahl der Startplätze pro Nationalverband bei Olympischen Spielen |
| --------------------------------------------------------------------------- | --------------------------------------------------------------------------- | --------------------------------------------------------------------------- | --------------------------------------------------------------------------- |
| Platzierung im Nationencup                                                  | 1–5                                                                         | 6–20                                                                        | 21–22                                                                       |
| Einschreibung                                                               | 6                                                                           | 5                                                                           | 2                                                                           |
| Anzahl Startplätze                                                          | 4                                                                           | 4                                                                           | 2                                                                           |

## Olympiagold als Ziel

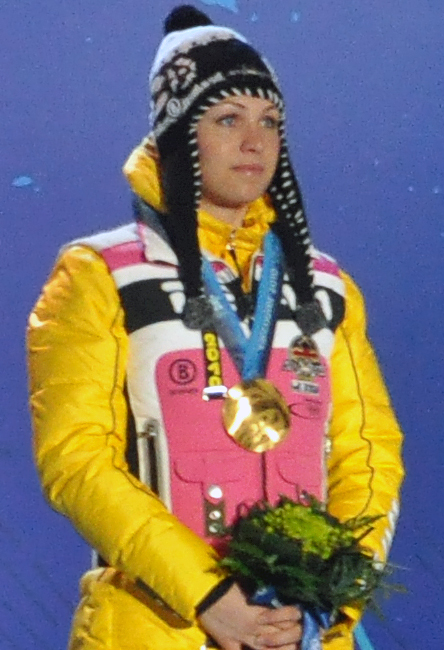
Magdalena Neuner bei den Winterspielen 2010 in Vancouver

Wie bei vielen anderen Sportarten zählt auch im Biathlon der Gewinn einer olympischen Goldmedaille zu den größten Erfolgen, die ein Athlet in dieser Sportart erreichen kann. Während Alpine oder Nordische Weltmeisterschaften nur alle zwei Jahre stattfinden, gibt es im Biathlon – mit Ausnahme der Jahre, in denen Olympische Spiele stattfinden – jedes Jahr Titelkämpfe. Dadurch erhalten die Olympischen Spiele, die nur alle vier Jahre ausgetragen werden, einen besonderen Stellenwert.
Auffällig ist jedoch, dass nicht zwangsläufig alle Olympiasieger auch zu den bei Weltmeisterschaften oder im Weltcup über längere Zeit erfolgreichen Athleten gehören. So gelang der Französin Florence Baverel-Robert beispielsweise der einzige Sieg ihrer Karriere 2006 im olympischen Sprintrennen.
Umgekehrt haben manche sonst sehr erfolgreichen Biathleten in ihrer Karriere vergebens versucht, Olympiagold zu gewinnen. Zu diesen Athleten gehören beispielsweise der Franzose Raphaël Poirée, seine norwegische Ehefrau Liv Grete Poirée oder die Schwedin Magdalena Forsberg. Als achtmaliger Weltmeister und viermaliger Gesamtweltcupsieger erreichte Raphaël Poirée bei drei Olympischen Winterspielen nie das Ziel, eine olympische Goldmedaille zu gewinnen. Dies gelang 2006 hingegen seinem Landsmann Vincent Defrasne, der ansonsten jedoch was Erfolge betrifft immer im Schatten Poirées stand. Auch Magdalena Forsberg konnte als sechsmalige Gesamtweltcupsiegerin und sechsmalige Weltmeisterin kein olympisches Rennen gewinnen. Zwar gewann sie 2002 zwei Bronzemedaillen, das angestrebte Ziel einer Goldmedaille erreichte sie jedoch ebenfalls nicht. Die Finnin Kaisa Mäkäräinen, die dreimal den Gesamtweltcup gewinnen konnte, erreichte bei Olympischen Spielen nie die Medaillenränge.

## Die erfolgreichsten Athleten

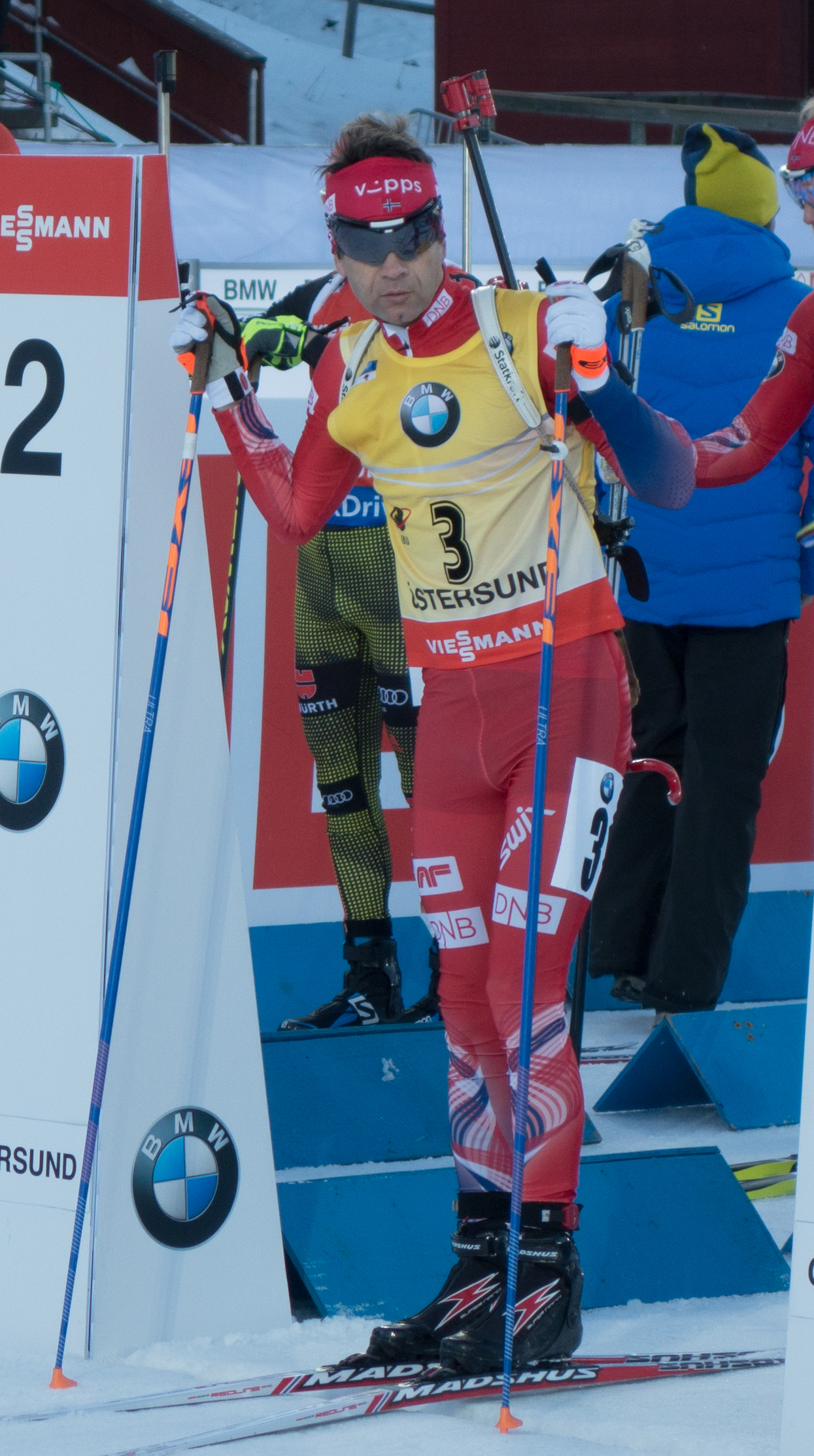
Ole Einar Bjørndalen

Der erfolgreichste Biathlet bei Olympischen Winterspielen ist der Norweger Ole Einar Bjørndalen, der achtmal Olympiasieger wurde, davon viermal 2002 in Salt Lake City. Bjørndalen hält die Rekorde an insgesamt gewonnenen Goldmedaillen (acht), Einzelgoldmedaillen (fünf), insgesamt gewonnenen Medaillen (acht Gold-, vier Silber- und eine Bronzemedaille) sowie an insgesamt gewonnenen Einzelmedaillen (fünf Gold-, drei Silber-, eine Bronzemedaille). Viermal Staffelgold gewinnen konnten der Deutsche Ricco Groß sowie der Russe Alexander Tichonow. Vier olympische Goldmedaillen erreichte außerdem Sven Fischer, der neben drei Staffelgoldmedaillen 2006 im Sprintwettkampf triumphierte. Weitere mehrmalige deutsche Olympiasieger sind Mark Kirchner und Michael Greis mit je drei sowie Frank Luck und Frank-Peter Roetsch mit je zwei Goldmedaillen.

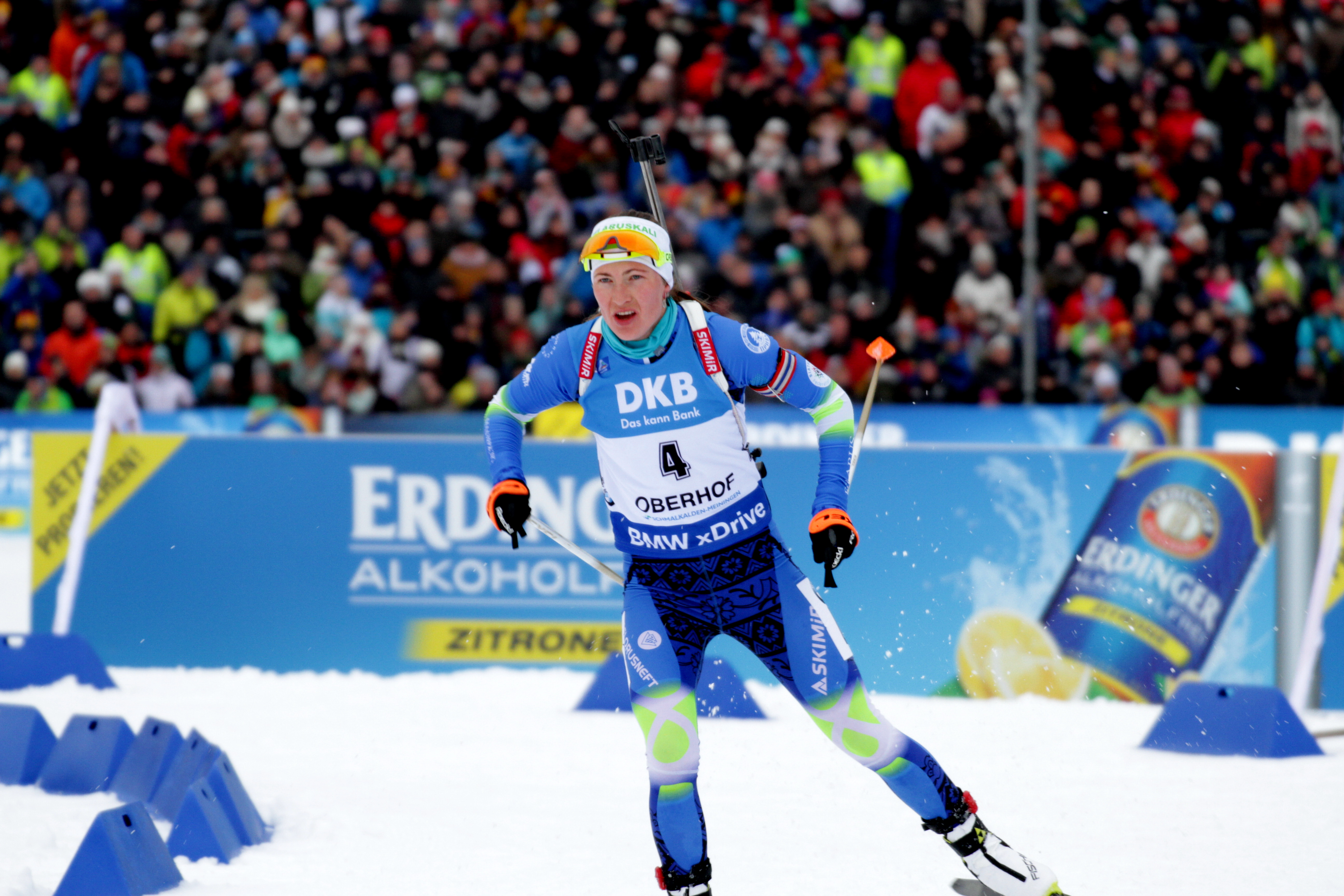
Darja Domratschawa beim Weltcup in Oberhof im Januar 2018

Die erfolgreichste Biathletin bei Olympischen Winterspielen ist Darja Domratschawa mit vier goldenen sowie einer Silber- und einer Bronzemedaille vor Kati Wilhelm mit drei Gold-, drei Silbermedaillen und einer Bronzemedaille sowie Anastasiya Kuzmina mit jeweils drei Gold- und Silbermedaillen. Insgesamt zwölf Athletinnen gewannen zwei Goldmedaillen. Die meisten olympischen Medaillen gewann Uschi Disl mit zwei Gold-, vier Silber- und drei Bronzemedaillen.

## Ewiger Medaillenspiegel
| Platz | Land                                                                        | Gold           | Silber         | Bronze         | Gesamt          |
| ----- | --------------------------------------------------------------------------- | -------------- | -------------- | -------------- | --------------- |
| 1     | Deutschland (davon DDR) (davon BR Deutschland)                              | 24 (3) (1)     | 27 (4) (2)     | 19 (4) (2)     | 70 (11) (5)     |
| 2     | Norwegen                                                                    | 22             | 18             | 15             | 55              |
| 3     | Russische Föderation (davon Sowjetunion) (davon Vereintes Team) (davon ROC) | 21 (9) (2) (0) | 13 (5) (2) (1) | 18 (5) (2) (3) | 52 (19) (6) (4) |
| 4     | Frankreich                                                                  | 12             | 9              | 11             | 32              |
| 5     | Schweden                                                                    | 6              | 6              | 6              | 18              |
| 6     | Belarus                                                                     | 4              | 4              | 3              | 11              |
| 7     | Slowakei                                                                    | 3              | 3              | 1              | 7               |
| 8     | Kanada                                                                      | 2              | 0              | 1              | 3               |
| 9     | Ukraine                                                                     | 1              | 1              | 3              | 5               |
| 10    | Bulgarien                                                                   | 1              | 0              | 1              | 2               |
| 11    | Tschechien                                                                  | 0              | 4              | 4              | 8               |
| 12    | Finnland                                                                    | 0              | 4              | 2              | 6               |
| 13    | Österreich                                                                  | 0              | 3              | 3              | 6               |
| 14    | Italien                                                                     | 0              | 1              | 6              | 7               |
| 15    | Slowenien                                                                   | 0              | 1              | 1              | 2               |
| 16    | Kasachstan                                                                  | 0              | 1              | 0              | 1               |
|       | Polen                                                                       | 0              | 1              | 0              | 1               |
|       | Schweiz                                                                     | 0              | 1              | 0              | 1               |
| 19    | Kroatien                                                                    | 0              | 0              | 1              | 1               |

Stand 13. September 2023